# Улица Единства (Харьков)
Улица Единства (укр. Вулиця Єдності) — улица пролегающая в Немышлянском районе Харькова, между южными кварталами Салтовки (так наз. Нижняя Салтовка) и северными окраинами частного сектора Немышля. Связывает район Старой Салтовки (Первый салтовский поселок) с труднодоступными микрорайонами Восточной Салтовки — 627-й и 626-й.

## Описание улицы
Длина улицы составляет более 3 км. Начало — от пересечения с проспектом Льва Ландау. По сути, улица Единства является продолжением улицы Ахиезеров (до 2019 года Халтурина), через которую имеет выход к Салтовскому шоссе в районе харьковского завода «Поршень» (см. Автрамат). Заканчивается улица чуть севернее района города Петренки (проходит вблизи Петренковского озера) в нескольких сотнях метров от Кулиничей и Победы. Здесь дорога делает крутой поворот налево (на север) и переходит в улицу Солнечную, которая поднимается по склону вверх — к 7-й городской клинической больнице. Долгое время здесь проходила восточная граница Харькова, однако, в 2012 году было принято решение о расширении городской черты с включением территории Кулиничей в состав города.
Улица проходит параллельно реке Немышля, на её правом берегу, но на достаточно большом расстоянии от русла — не менее нескольких сотен метров. Пересекает много улиц и переулков. Самые крупные перекрёстки (не считая пересечения с проспектом Льва Ландау) образует с проспектом Тракторостроителей, улицей Велозаводской и улицей Красная Поляна (здесь также пролегает переулок Чайный).

## Архитектура
Преимущественно, улица застроена частными жилыми домами (1-2 этажа), но на участке от пр. Тракторостроителей до ул. Солнечной, со стороны Салтовки, к улице примыкает многоэтажная жилая застройка (микрорайоны номер 626 и 627).

## Транспорт
Несмотря на большую протяжённость с запада на восток, улица достаточно слабо используется городским транспортом. Ширина проезжей части небольшая, троллейбусных и трамвайных линий нет, станций метро также. Основную транспортную функцию выполняет Салтовское шоссе, которое проходит севернее, параллельно улице Единства.

## Инфраструктура
На улице находятся: Харьковская общеобразовательная средняя школа № 101, Харьковская общеобразовательная средняя школа № 74 и городская многопрофильная больница № 18.

## В прошлые годы
Начало улицы Единства было положено ещё до Второй мировой войны, о чём свидетельствует карта Харькова 1938 года. В те годы Немышля только становилась районом города, а Салтовка ограничивалась Салтовским посёлком, не выходящим за пределы одноимённого шоссе.
Вероятно, что название улица получила из-за своего географического расположения. Улица Единства действительно ведёт на юго-восток, параллельно Московскому проспекту, который переходит в Ростовскую трассу.